# Phillips Holmes
Phillips Raymond Holmes (ur. 22 lipca 1907, zm. 12 sierpnia 1942) – amerykański aktor filmowy.
Studiował przez rok na Uniwersytecie Grenoble oraz w Trinity College na Uniwersytecie Cambridge. W roku 1927 został przyjęty do Uniwersytetu Princeton, w którym również spędził jedynie rok.

## Filmografia
- 1929: Pointed Heels jako Donald Ogden
- 1930: Parada Paramountu jako on sam
- 1930: Diabelskie wakacje jako David Stone
- 1930: Only the Brave jako Kapitan Robert Darrington
- 1931: Confessions of a Co-Ed jako Dan Carter
- 1932: 70,000 Witnesses jako Buck Buchanan
- 1933: Kolacja o ósmej jako Ernest DeGraff
- 1935: The Divine Spark jako Vincenzo Bellini

## Wyróżnienia
Posiada swoją gwiazdę na Hollywoodzkiej Alei Gwiazd.